# 안정균
안정균(1993년 2월 24일 ~ )은 대한민국의 배우이다.

## 학력
- 2019년 한국예술종합학교 연극원

## 출연작

### 영화
- 2025년 영화 《차라리 죽여》

### 드라마
- 2019년 웹 드라마 《한입만》
- 2023년 웹 드라마 《수업중입니다 시즌 2》